# Najas chinensis
Najas chinensis là một loài thực vật có hoa trong họ Hydrocharitaceae. Loài này được N.Z.Wang mô tả khoa học đầu tiên năm 1985.